# Dan Curtis
Dan Curtis, all'anagrafe Daniel Mayer Cherkoss (Bridgeport, 12 agosto 1927 – Brentwood, 27 marzo 2006), è stato uno sceneggiatore, regista e produttore televisivo statunitense conosciuto principalmente per aver diretto la pluripremiata miniserie televisiva Venti di guerra (The Winds of War) del 1983.

## Biografia
Nel 1983 dirige la miniserie televisiva Venti di guerra (The Winds of War), che gli fa vincere con due Emmy Award, oltre a quattro candidature. La miniserie, in otto puntate, venne interpretata dall'attore Robert Mitchum e costò oltre 40 milioni di dollari. È considerata una delle miniserie più viste di tutti i tempi: la rete televisiva ABC ha calcolato che l'ultima puntata venne vista da 140 milioni di spettatori.
Un'altra serie televisiva diretta da Curtis, programmata nel palinsesto pomeridiano della ABC, è Dark Shadows, della seconda metà degli anni  sessanta e che ha goduto di numerose repliche.
Altri film horror diretti da Curtis - e diffusi principalmente sul mercato anglosassone - sono: La casa dei vampiri, La casa delle ombre maledette, Ballata macabra e i televisivi Intruders, Lo strangolatore della notte e Trilogia del terrore.
La morte di Curtis - sopraggiunta per un tumore al cervello da cui era affetto da tempo, nella sua casa di Brentwood (California), all'età di 78 anni - ha fatto seguito a quella della moglie Norma, deceduta venti giorni prima per un attacco cardiaco.

## Filmografia

### Regista

#### Cinema
- La casa dei vampiri (House of Dark Shadows) (1970)
- La casa delle ombre maledette (Night of Dark Shadows) (1971)
- Ballata macabra (Burnt Offerings) (1976)
- St. John in Exile (1986)
- Dark Shadows: Behind the Scenes (1991)
- Harry e Carota (Me and the Kid) (1993)

#### Televisione
- Dark Shadows – serie TV, 20 episodi (1968-1969)
- Lo strangolatore della notte (The Night Strangler) – film TV (1973)
- L'anello del mistero (The Norliss Tapes) – film TV (1973)
- The Invasion of Carol Enders – film TV (1974) - non accreditato
- L'ululato del lupo (Scream of the Wolf) – film TV (1974)
- Il demone nero (Dracula) – film TV (1974)
- Melvin Purvis G-MAN – film TV (1974)
- The Turn of the Screw – film TV (1974)
- The Wide World of Mystery – serie TV, 1 episodio (1974)
- The Great Ice Rip-Off – film TV (1974)
- Trilogia del terrore (Trilogy of Terror) – film TV (1975)
- Massacro a Kansas City (The Kansas City Massacre) – film TV (1975)
- Dead of Night – film TV (1977)
- La maledizione della vedova nera (Curse of the Black Widow) – film TV (1977)
- L'uomo di neve (When Every Day Was the Fourth of July) – film TV (1978)
- Supertrain – serie TV, episodio 1x01 (1979)
- Mrs. R's Daughter – film TV (1979)
- La banda Dalton (The Last Ride of the Dalton Gang) – film TV (1979)
- The Long Days of Summer – film TV (1980)
- Venti di guerra (The Winds of War) – miniserie TV, 7 episodi (1983)
- Ricordi di guerra (War and Remembrance) – miniserie TV, 12 episodi (1988-1989)
- L'ombra della notte (Dark Shadows) – serie TV, 4 episodi (1991)
- Intruders - Rapimenti alieni (Intruders) – serie TV, episodi 1x01-1x02 (1992)
- Trilogia del terrore II (Trilogy of Terror II) – film TV (1996)
- Lettera d'amore (The Love Letter) – film TV (1998)
- Saving Milly – film TV (2005)
- Our Fathers – film TV (2005)